# Dipartimento di Linguère
Il dipartimento di Linguère (fr. Département de Linguère) è un dipartimento del Senegal, appartenente alla regione di Louga. Il capoluogo è la cittadina di Linguère.
Il dipartimento si estende nella parte centro-orientale della regione di Louga, su una porzione della pianura semidesertica del Ferlo; le condizioni climatiche sfavorevoli provocano la bassa densità di popolazione, molto inferiore a quella dei due dipartimenti costieri.
Il dipartimento di Linguère comprende 2 comuni (Linguère e Dahra) e 4 arrondissement, a loro volta suddivisi in 15 comunità rurali:
- Barkédji
- Sagatta Dioloff
- Dodji
- Yang Yang